# Terra Alta
|  | Per a altres significats, vegeu «Terra Alta (desambiguació)». |

La Terra Alta és una comarca de les Terres de l'Ebre, amb capital a Gandesa. Limita al nord-est amb la Ribera d'Ebre, al sud-est amb el Baix Ebre i a l'oest amb el Baix Aragó i el Matarranya.

## Geografia
La Terra Alta és constituïda per un conjunt de terres enlairades situades al marge dret de l'Ebre. És una comarca formada per dotze municipis d'una gran varietat paisatgística. El nom de Terra Alta li ve per aquesta situació de territori enlairat respecte a les comarques veïnes de la Ribera d'Ebre i del Baix Ebre. La Terra Alta és una comarca sense rius importants, de fet només toca el curs de l'Ebre en la punta de l'extrem nord, en l'aiguabarreig amb el Matarranya, en ple embassament de Riba-roja.
La comarca de la Terra Alta s'organitza entorn de Gandesa, cap comarcal. Els límits comarcals actuals són els mateixos que es varen definir el 1936 i posteriorment el 1987. S'estén per una superfície de 743,36 km² i té una població de 11.483 habitants (2018).

### Orografia
Semblantment a la Ribera d'Ebre, la Terra Alta pertany a dues grans unitats de relleu: a la Depressió Central i a la Serralada Prelitoral.
Les serres del sector meridional corresponen plenament a la Serralada Prelitoral. Aquestes serres constitueixen una alineació muntanyosa, de nord-est a sud-oest, que tanca i separa les terres que reben la influència marítima de les terres interiors. Al sector oriental de la comarca, el que limita amb la Ribera d'Ebre, hi ha les serres de la Torre, de Cavalls (660 m) i de Pàndols (705 m). Cap al sud, hi ha nombrosos tossals, moles i serres, que formen un relleu esquerp, trencat amb nombroses valls estretes i profundes i enlairat, i que enllaça amb els Ports de Beseit: serra dels Corrals, tossal d'en Grilló (1.072 m), serra de Paüls, serra de l'Espina (L'Espina, 1.182 m) i serra del Coc.
El predomini de la roca calcària compacta i l'existència de nombrosos plegaments han donat lloc a relleus molt espectaculars. Les valls estretes amb parets nues de vegetació i gairebé verticals, els avencs, i les coves fan que es tracti d'un relleu espectacular.
El límit de la Serralada Prelitoral Catalana i la Depressió de l'Ebre és difícil de veure a causa de l'erosió diferencial segons la resistència dels materials. Al costat de les calcàries esmentades hi ha uns conglomerats molt consolidats que han resistit força a l'erosió, i on els rius i torrents s'han engorjat, donant lloc a relleus semblants als de Montserrat.
Més cap al nord el relleu és més planer, inclòs ja dins la Depressió de l'Ebre. És un autèntic altiplà, lleugerament erosionat pels rius, torrents i barrancs, que van normalment secs: riu de les Canaletes, riu Sec, barranc de la Vall Major, barranc de les Capçades i barranc de Voravall.
Els estrats són gairebé verticals, o lleugerament inclinats cap al nord o nord-oest. És per això que l'altiplà va perdent altitud cap al nord.
L'erosió hi ha excavat barrancs amples valls conques d'erosió, com la de Gandesa. Allà on una capa dura ha resistit més a l'erosió hi ha un relleu tabular, amb tossals i serres allargassades i amb cims planers, com la serra de Fatarella.

### Hidrografia

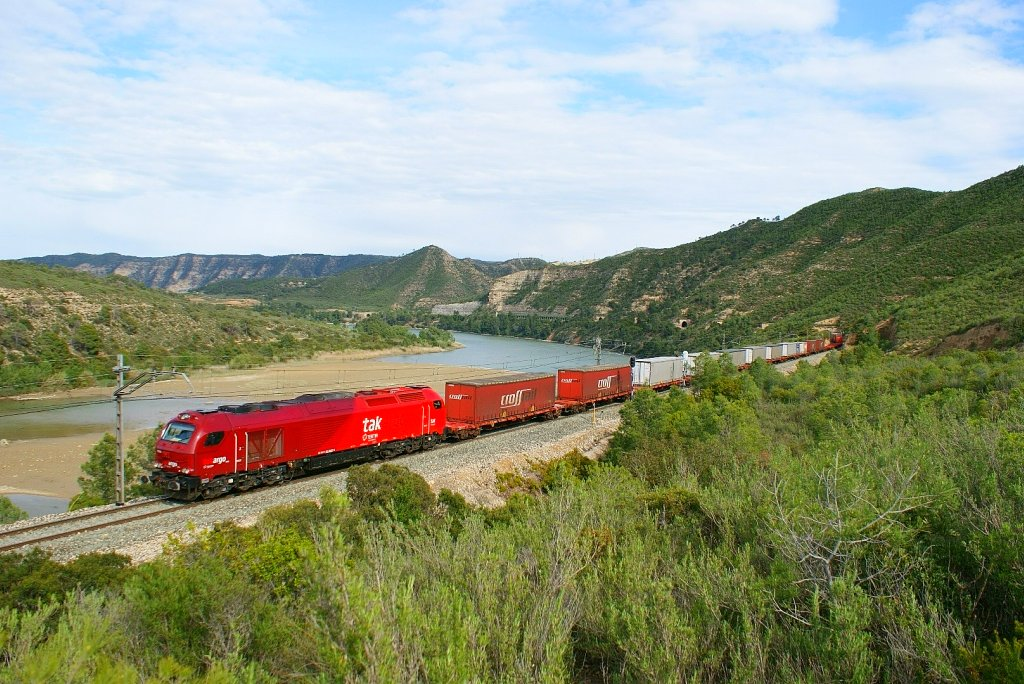
El riu Matarranya quan transcorre per l'Aragó, abans d'arribar a la Terra Alta

La comarca actual de la Terra Alta no és travessada per cap riu important. Són cursos intermitents, que només porten aigua en períodes de pluges importants.
Malgrat la mancança de cursos d'aigua a la comarca, la Terra Alta és delimitada per cursos importants d'aigua: l'Ebre, el Matarranya i el riu Algars.
L'Ebre toca de frec la Terra Alta, en el seu extrem nord, just a la confluència de l'Ebre amb el Matarranya. L'Ebre passa per una vall estreta, actualment inundada per les aigües de l'embassament de Riba-roja. Precisament al fons de la vall hi havia el poble de Faió, dins d'Aragó, que en ser inundat per les aigües va ser construït de cap i de nou, a 239 metres d'altitud.
El Matarranya i el seu afluent més important, el riu d'Algars, tenen un cabal regular i un recorregut amb nombrosos meandres. Són rius que tenen part del seu llit encaixat en congostos o estrets, sobretot quan travessen territoris amb roca dura i compacta. El riu d'Algars ressegueix durant un llarg recorregut el límit de la comarca amb terres d'Aragó. S'uneix al Matarranya poc abans que aquest aboqui les seves aigües a l'Ebre.

### Clima
El clima de la Terra Alta és mediterrani amb tendència continental, en especial la meitat nord. La meitat sud rep més la influència de l'aire marítim, sobretot els vessants solells i encarats a la mar. A la meitat nord el clima és més sec i l'amplitud tèrmica entre l'hivern i l'estiu és més gran. Al sud, a més de la influència suavitzadora de l'aire marítim, hi ha l'efecte derivat de l'altitud, amb ambients més frescals i humits. Les temperatures mitjanes anuals se situen entre els 10 °C, als cims més alts, i els 14 °C als sectors inferiors. Els hiverns són llargs i freds, entre 5 i 6 °C de temperatura mitjana mensual al gener. En canvi, els estius són més aviat calorosos, entre 22 i 25 °C en bona part de la comarca, les més elevades en l'extrem septentrional. Les precipitacions són escasses, entre poc menys de 400 mm en els sectors septentrionals, i més de 700 mm a les serres més elevades del sud. En bona part de la comarca la mitjana anual se situa entre 400 i 500 mm. El maig sol ser el més plujós. Els estius són secs.

### Vegetació

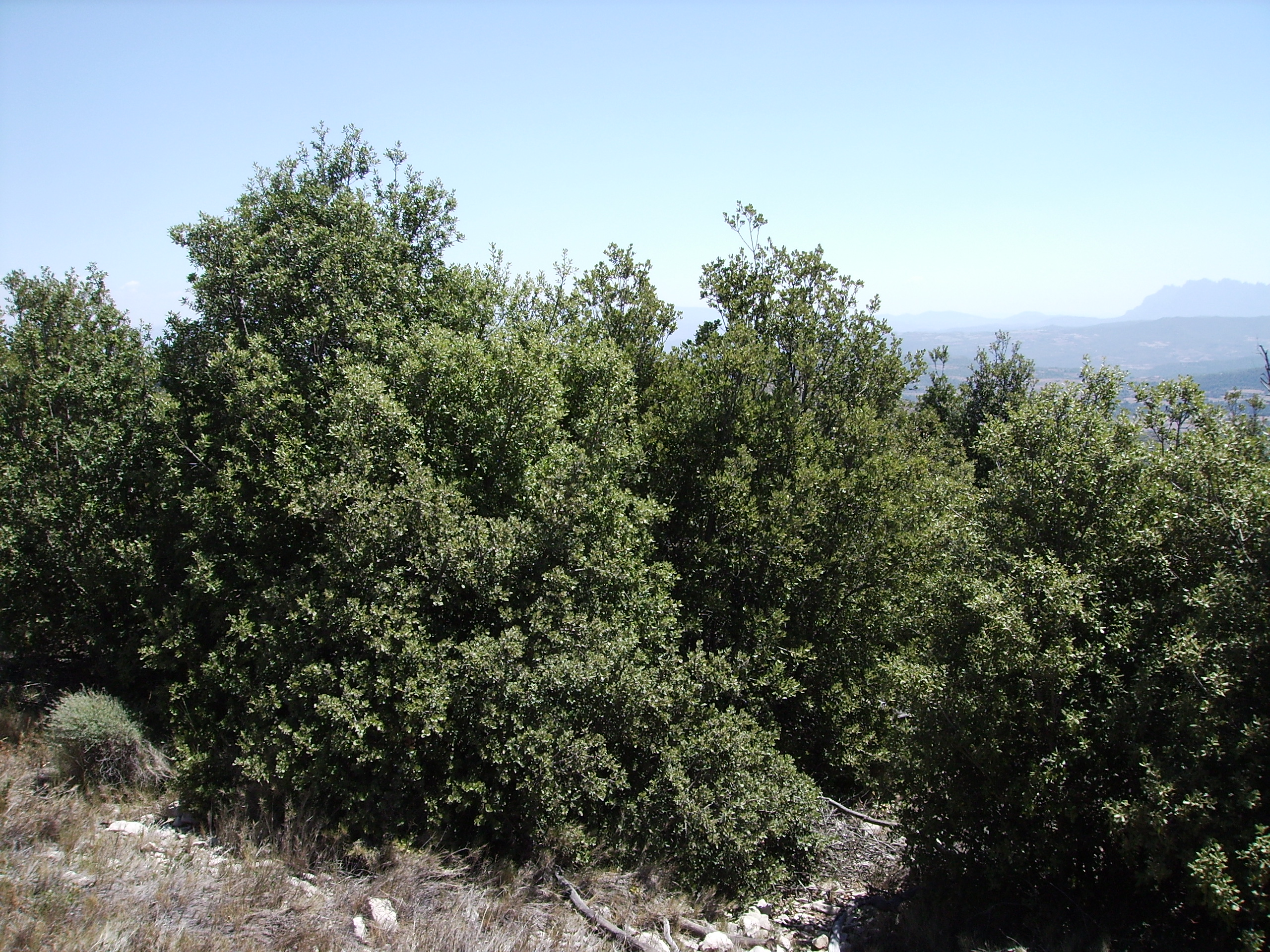
Carrascar propi de la Terra Alta

La diversitat de relleus i climes fa que a la Terra Alta hi hagi una gran varietat de paisatges vegetals. Als sectors planers hi ha un predomini d'espai conreat, però als vessants inclinats, en especial a les serres del sud i sud-est, hi ha un predomini da matollars i pinedes. Abunden les brolles i garrigues, sovint ocupades per pi blanc.
La vegetació que ocuparia naturalment la comarca es distribueix segons el clima. Bona part de la comarca estaria ocupada per boscos de carrasques i alzines. D'alzinars i carrascars n'hi ha ben pocs, només alguns boscos mixtos amb alzines i carrasques més aviat baixes. El carrascar es formaria més aviat al sector més continental, i l'alzinar al territori on la influència marítima és més notòria.
A l'extrem nord on plou menys, els hiverns són freds i els estius calorosos, i segurament no s'hi faria cap bosc. Més aviat una màquia de garric i arçot, encara que actualment hi domina una brolla clara i d'altres matollars baixos i discontinus.
en canvi, a les muntanyes del sector sud, les precipitacions més elevades i l'ambient més frescal permeten la instal·lació de boscos de roure, actualment rars, i de pinedes, en especial de pinassa.

## Població
| Municipi               | Habitants |
| ---------------------- | --------- |
| Arnes                  | 455       |
| Batea                  | 1.890     |
| Bot                    | 573       |
| Caseres                | 259       |
| Corbera d'Ebre         | 1.016     |
| Fatarella, la          | 941       |
| Gandesa                | 3.064     |
| Horta de Sant Joan     | 1.149     |
| Pinell de Brai, el     | 1.017     |
| Pobla de Massaluca, la | 318       |
| Prat de Comte          | 183       |
| Vilalba dels Arcs      | 625       |
| Font: Idescat          |           |

El relleu accidentat, encara que no gaire enlairat, i el clima sec i calorós a l'estiu i fred a l'hivern han fet de la Terra Alta una comarca poc poblada, tot i que durant el passat hi tingué lloc una intensa activitat agrícola i ramadera. A mitjan segle xiv tenia una població de més de 4.000 habitants, sent Gandesa i Batea els sectors amb més habitants. Després vingué un període de pestes i guerres que feren disminuir la població, que ja no es refarà fins avançat el segle xviii, que comença amb menys de 4.000 habitants i s'acaba amb més del doble.
El primer cens modern de 1857 dona una població de 19.071 habitants. La tendència serà l'estabilització demogràfica amb un lleuger creixement a la darreria de segle. A principis del segle xx augmenta una mica, fins a arribar al sostre demogràfic l'any 1920. Aquests cens registra 23.365 habitants. Tret de Caseres i Prat de Comte, tots els altres municipis superen el miler d'habitants. A partir del 1920 el despoblament és la tònica generalitzada dels pobles de la Terra Alta. El gràfic de l'evolució de la població mostra aquesta tendència. S'hi observa una forta davallada entre 1936 (21.457 habitants) i 1940 (17,571 habitants), a causa de la guerra civil espanyola. La Batalla de l'Ebre provocà moltes morts entre la gent de la Terra Alta.
Actualment la Terra Alta continua perdent població. Gandesa, la capital comarcal té uns 3.000 habitants i cap altre municipi supera els dos milers, mentre vuit municipis en tenen menys de mil.
| 1497 f | 1515 f | 1553 f | 1717  | 1787 | 1857   | 1877   | 1887   | 1900   | 1910   |
| ------ | ------ | ------ | ----- | ---- | ------ | ------ | ------ | ------ | ------ |
| 932    | 1.060  | 1.087  | 3.850 | -    | 19.071 | 19.357 | 20.989 | 22.932 | 22.789 |

| 1920   | 1930   | 1940   | 1950   | 1960   | 1970   | 1981   | 1990   | 1992   | 1994   |
| ------ | ------ | ------ | ------ | ------ | ------ | ------ | ------ | ------ | ------ |
| 23.365 | 21.435 | 17.571 | 18.525 | 16.141 | 14.767 | 13.581 | 13.184 | 12.887 | 12.887 |

| 1996   | 1998   | 2000   | 2002   | 2004   | 2006   | 2008   | 2010   | 2012   | 2014   |
| ------ | ------ | ------ | ------ | ------ | ------ | ------ | ------ | ------ | ------ |
| 12.584 | 12.386 | 12.189 | 12.259 | 12.464 | 12.715 | 12.885 | 12.931 | 12.713 | 12.119 |

| 2016   | 2018   | 2020 | 2022 | 2024   | 2026 | 2028 | 2030 | 2032 | 2034 |
| ------ | ------ | ---- | ---- | ------ | ---- | ---- | ---- | ---- | ---- |
| 11.761 | 11.483 | -    | -    | 11.444 | -    | -    | -    | -    | -    |

## Les activitats
La Terra Alta és una comarca bàsicament agrícola, amb una reduïda activitat extractiva i industrial.

### L'agricultura
El camp és la base econòmica de la Terra Alta. Només el 42% de la seva superfície és conreada. Pot semblar poc, però cal tenir present que la meitat meridional és un territori muntanyós, amb vessant abruptes, on es fa difícil treure un bon rendiment de la terra. Hi ha molt poc regadiu, només l'1,5% del total conreat, on es planten hortalisses, patates i fruita dolça (préssecs).
La manca d'aigua per a regar les planes enlairades fa que hi predomini el secà, dedicat majoritàriament als conreus llenyosos. El secà és dominat per la vinya (15.000 ha), el 43% del total de secà. Aquesta vinya un vi de qualitat i de graudació alta.
Segueix en importància l'ametller (6.770 ha), que s'ha estès els darrers anys, en substitució de l'olivera, la qual només ocupa (4.870 ha). L'olivera va sofrir una forta davallada, sobretot després de les glaçades de 1956. L'avellana també s'ha estès darrerament, en especial a la Fatarella.

### La indústria

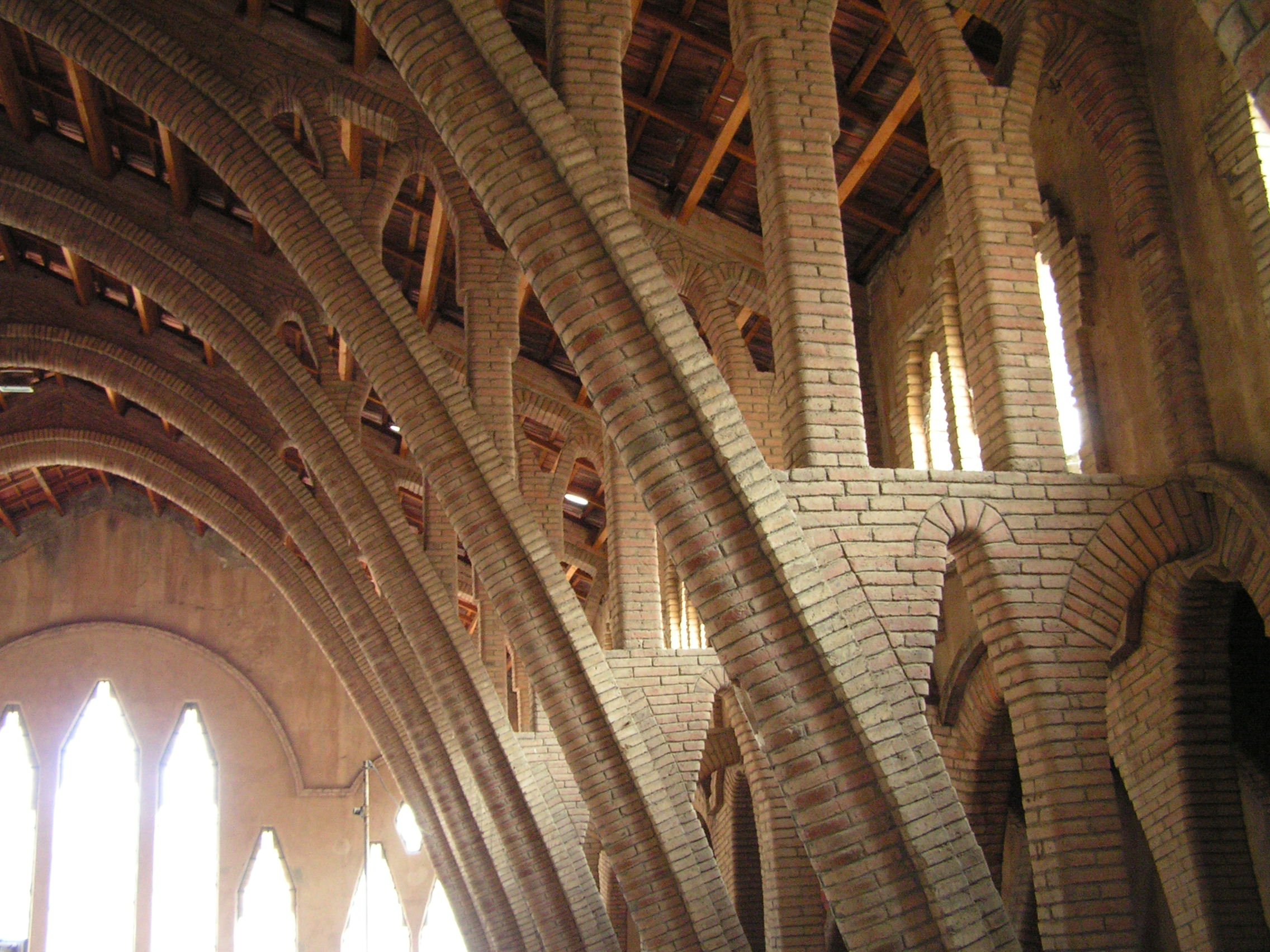
El Celler Cooperatiu del Pinell de Brai.

A la Terra Alta hi ha poca indústria, la més destacada és la de l'elaboració del vi, fet especialment a les cooperatives. El 1918 es construí l'edifici de la cooperativa de Pinell de Brai i l'any següent el de Gandesa, les dues foren obra de l'arquitecte modernista Cèsar Martinell. A la de Pinell hi ha uns interessants frescs decoratius fets per Xavier Nogués.
El vi tradicional de la Terra Alta és blanc brisat i d'alta graduació. És un vi protegit amb la denominació d'origen Terra Alta, i és elaborat per les cooperatives de Vilalba dels Arcs, Gandesa i Batea. A Gandesa hi ha altres cellers que elaboren vi de gran qualitat.
D'altres indústries són la dels materials per a la construcció (materials refractaris del Pinell de Brai), de la confecció i arts gràfiques (Gandesa).

### Infraestructures

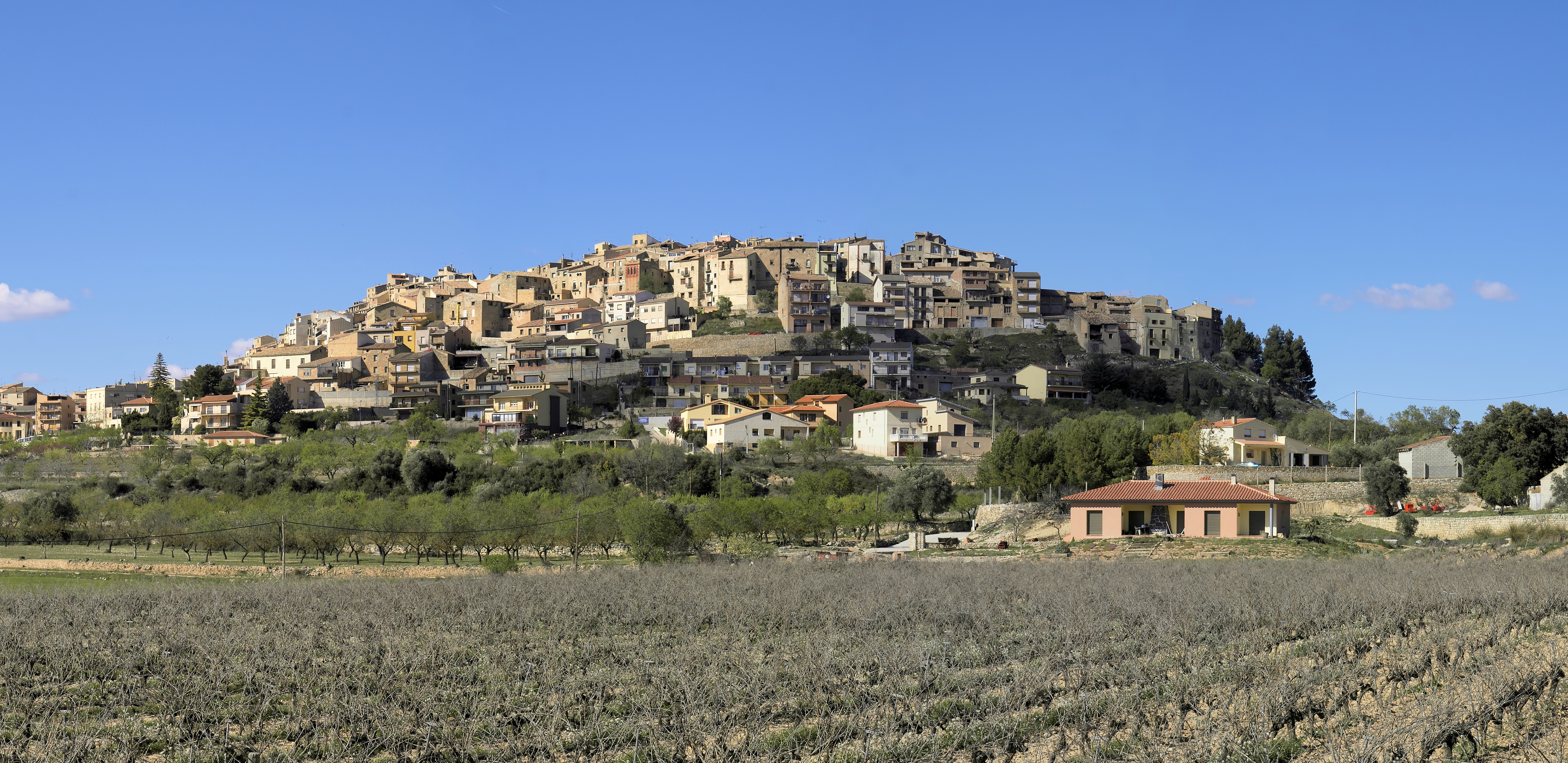
Horta de Sant Joan.

La seva situació geogràfica, amb la presència de les serres dels Ports que fan de muralla al sud i sud-oest i la seva situació enlairada determinen que sigui una comarca sense cap comunicació principal. Hi hagué una via ferroviària que des de Tortosa travessava el Baix Ebre i entrava a la Terra Alta pel Pinell de Brai i seguia per Prat de Comte, Bot i Horta de Sant Joan. Aquesta línia va ser clausurada el 1973. Hi ha una línia de tren que passa pel nord de la comarca, just al límit fronterer amb l'Aragó, amb estació a Faió-la Pobla de Massaluca, al terme municipal d'aquest darrer poble.

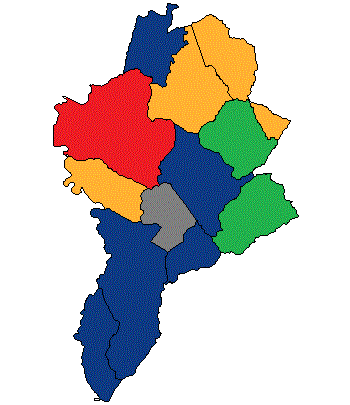
Mapa dels municipis de la comarca segons les alcaldies obtingudes segons les eleccions municipals de 2015.

| ERC-AM       |
| CiU          |
| PSC-CP       |
| ICV-EUiA-EPM |
| ------------ |